# SN 2009mh
SN 2009mh – supernowa typu Ia odkryta 12 grudnia 2009 roku w galaktyce NGC 3839. W momencie odkrycia miała maksymalną jasność 16,60m.